# 深沢地域
深沢地域（ふかさわちいき）は神奈川県鎌倉市の行政区域の一つ。8つの大字（梶原・鎌倉山・上町屋・手広・寺分・常盤・笛田・山崎）がこの地域に含まれる。
この地域は、戦前には深沢村と呼ばれた地域である。なお、深沢村は1948年（昭和23年）1月1日に鎌倉市に編入され、消滅した。以来、深沢という地名は大字からも小字からも消滅し、学校名やバス停や湘南モノレール江の島線の駅名に名前を残すのみとなっている。
地域の人口は約33,000人（2007年1月現在）、面積は8.22km2。

## 概要
深沢地域は鎌倉市の西部に位置し、西は藤沢市と接している。また、北は大船地域、東は鎌倉地域、南は腰越地域とそれぞれ接しているため海はなく、山や丘陵部が多いことも特徴の一つである。
地域内には湘南モノレールの湘南町屋駅と湘南深沢駅がある以外に鉄道駅はないが、その分バス網が比較的細やかに整備されている為、移動手段にはバスが用いられることが多い。
また、笛田公園や笛田リサイクルセンターといった施設が存在する。
その他、深沢地域を走る主要な道路に神奈川県道32号藤沢鎌倉線、神奈川県道304号腰越大船線がある。

## 地理

### 地域区分
梶原・鎌倉山・上町屋・手広・寺分・常盤・笛田・山崎

## 歴史
平安時代には、桓武平氏の村岡忠通を祖とする鎌倉氏の支配領域であった。鎌倉景通の嫡男景久は梶原郷に在して「梶原氏」を称したとされる。
梶原氏は鎌倉時代初期に源頼朝の側近として勢力を誇った梶原景時につながる。当地域には等覚寺や御霊神社など、梶原氏や梶原景時の伝承を残す史跡も多い。深沢小学校の裏には「梶原景時の墓」と伝えるやぐら（横穴墳）がある。
鎌倉街道上道（吾妻鏡では下道と記述）が当地域内をほぼ東西に貫いていたと想定される。ただし、化粧坂からどのような経路で村岡（現在の藤沢市宮前付近）に至っていたかは不明である。
前述のとおり、当地域は鎌倉街道上道の鎌倉への入口にあたるため、鎌倉防衛の要所とされた。化粧坂と大仏坂の中間にあたる常盤の谷戸には鎌倉幕府第7代執権の北条政村が別邸を構えていたとされる。1333年に新田義貞の鎌倉攻めの際には、現在の寺分・上町屋付近（かつて「洲崎（須崎）」と呼称された）において、北条氏の赤橋守時らが戦死した洲崎合戦があった。
近世には東海道戸塚宿から鎌倉へ向かう道（鎌倉街道中道）から小袋谷で分岐した江の島道が、当地域内をほぼ南北に通っていた。また、1685年（貞享2年）に刊行された新編鎌倉志に、鎌倉から常盤に抜ける道筋として大仏切通の記述がある。
近代に入ってからも、当地域が鉄道（東海道本線、横須賀線）の経路から外れていたこともあり、開発は進まなかったが、東京から至近の観光地・避暑地として鎌倉や江ノ島が注目を集めると、それらの近郊として当地域にも観光開発や別荘地分譲を目的とした鉄道敷設計画が持ち上がった。鉄道計画は1923年（大正12年）の関東大震災などの影響で実現には至らなかったが、1930年代には大船と江ノ島に近い片瀬を結ぶ自動車専用道路が開通、当地域をほぼ南北に貫通し、ルート上の鎌倉山が別荘地として開発された。
1960年代以降、当地域内の耕地や山林が大規模宅地造成により住宅団地に変貌し、1970年（昭和45年）の湘南モノレール開業も追い風となって人口が急増した。それまで小学校は当地域内に1校（深沢小学校）しかなかったが、1970年（昭和45年）に山崎小学校、1974年（昭和49年）に西鎌倉小学校、1977年（昭和52年）に富士塚小学校がそれぞれ開校した。

### 地域の史跡・名所
- 北条氏常盤亭跡（北条政村の別邸跡とされる）
- 大仏切通
- 葛原岡神社・日野俊基墓
- 洲崎古戦場跡
- 泣塔
- 青蓮寺
- 常盤山文庫（非公開）
- 棟方板画美術館

## 産業

### 農業
1960年代頃までは農業が主な産業であり、山崎、笛田の谷戸の奥には、灌漑用に矢戸の池、夫婦池などのため池が築造された。農地の多くは後に住宅地に転換し、市街化調整区域に指定された区域などに一部残存するのみとなっている。

### 工業
戦時中、寺分、梶原の耕地に横須賀海軍工廠深沢分工場が建設され、戦後に国鉄に引き継がれて大船工場となった。また、上町屋に三菱電機が進出するなど、柏尾川沿いに工業地域が形成されている。

#### 操業中の主な事業所
- 三菱電機鎌倉製作所
- 豊島屋笛田工場
- 鎌倉ニュージャーマン鎌倉上町屋工房
- 東レ基礎研究所

#### かつて存在していた事業所
- 国鉄大船工場
- 野村総合研究所
- 日本ロシュ鎌倉工場（跡地は中外製薬）
- 中外製薬鎌倉工場

### 商業
かつては住民向けの小規模商店が点在するのみであったが、新興住宅地の造成とともに人口が増加し、それに伴って駐車場を備えたスーパーマーケットなどが進出した。また、県道藤沢鎌倉線が幹線道路となり、通過交通量が増えるにつれ、沿道にレストランやガソリンスタンドなどが増加していった。現在、小町、大船に次ぐ第３の開発地域になっており、大規模な商業施設計画が持ち上がっているが、いつできるのかは未定のままである。

#### 主なスーパーマーケット
- 相鉄ローゼン鎌倉深沢店
- やまか深沢店
- 野村ストア鎌倉店→ナイス鎌倉店→シヅオカヤ鎌倉店→セイフー鎌倉店→グルメシティ鎌倉店

#### かつて存在していたスーパーマーケット
- サンコー深沢店→マルエツ深沢店
- 野村ストア梶原店→ナイス梶原店→シヅオカヤ梶原店
- 野村ストア丸山店→ナイス丸山店

## 交通
- 湘南モノレール
  - 湘南モノレール江の島線
    - - 湘南町屋駅 - 湘南深沢駅 -

## 伝説
古代、この深沢地域にはまわりが四十里もある大きな湖があったという。「腰越」の名の由来とされる五頭竜はこの湖に棲んでいたと伝えられる。
中世に入ってこの大きな湖が深沢と呼ばれ、「深沢」という土地の名前になったといわれる。
ここまで南西に向かって流れてきた柏尾川が、寺分川、梶原川、新川、大塚川（殿入川、笛田川、手広川）が合流する付近で西に流路を変えており、当地域がそのカーブの外側にあたることや、上記の各支流が当地域の低地を近接して流れていることなどから、「湖」の根拠とはなりえないものの、水が滞留しやすい土地であったことは確かである。